# ラーデルンの戦い
ラーデルンの戦い（ラーデルンのたたかい、ドイツ語: Gefecht bei Rhadern）は七年戦争中の1760年9月13日、フランス軍がプロイセン・ハノーファー連合軍に勝利した戦闘。

## 背景
プロイセン王フリードリヒ2世が東方国境でオーストリア・ロシア連合軍を押し返そうとする中、フランス軍は再びイギリスと同君連合のハノーファー選帝侯領に侵攻した。侵攻が成功すれば、ハノーファーがカナダとインドにおける損失の埋め合わせになるという狙いだった。1760年8月12日、マールブルクが敵に脅かされていることを知ると、フランスのブロイ公は軍をマリエンハーゲンへ派遣、小競り合いで勝利して30人を捕虜にした。
9月13日、スタンヴィル伯がフランケンベルクへの行軍中、ラーデルンとミュンデンの間で敵軍に遭遇し、そのまま戦闘に突入した。これがラーデルンの戦いである。

## 両軍の軍勢
両軍はエーダー川へと流れる小川の両岸で対峙しており、その間にある森が両軍を隔てている。
フランス軍において、スタンヴィル伯はドーヴェルニュ連隊とブイヨン連隊を、セー伯は王立竜騎兵連隊とラ・フェローネ竜騎兵連隊を、メルフォール伯は王立ポーランド騎兵連隊、ポリ騎兵連隊、トゥースタン騎兵連隊を率いた。
プロイセン軍とハノーファー軍はアウグスト・クリスティアン・フォン・ビューローが、イギリス軍はフェルセン伯が率いた。

## 戦闘
最初にドーヴェルニュ連隊は動かなかったが、ブイヨン連隊は左翼を補強するために2個大隊を派遣、リヒテンフェルス城を占領した。そして、朝10時にスタンヴィル伯が準備を整えると攻撃を開始した。
ドーヴェルニュ連隊の猟兵たちは小川を渡って密林を進め、連合軍が陣地を構えていた小山で銃剣突撃をした。一方、セー伯率いる王立竜騎兵連隊とラ・フェローネ竜騎兵連隊、そしてメルフォール伯の王立ポーランド騎兵連隊は別の道を辿って連合軍のいる小山へ進軍した。そこで騎兵突撃を敢行したフランス軍は連合軍を追い散らし、フェルセン伯を戦死させた。ロシャンボー伯率いるドーヴェルニュ連隊の擲弾兵と猟兵は王立ポーランド騎兵連隊の援護の下、連合軍を追撃した。8個戦隊に追撃された連合軍はやむなく大砲3門を残して小山を放棄し、ミュンデンから撤退、続いてさらに大砲3門を放棄してノイキルヒェンで再び小山を占領した。
フランス軍の砲兵部隊は撤退中の連合軍に激しく砲撃、一方フランスの歩兵は竜騎兵と連合して周りの山がちで小川と密林の多い地形を進撃、大砲2門を鹵獲した。

## 結果
フランス軍は大砲8門とその砲兵部隊、弾薬ワゴン40台を鹵獲、兵士1,200を捕虜にした。さらに、連合軍ではフェルセン伯が戦死し、ビューローもあやうく捕虜になるところであった。
しかし、スタンヴィル伯は決定的な優勢にはならず、戦闘は冬季戦役までもつれこんだ。そして、彼は1761年2月15日のランゲンザルツァの戦いで敗北を喫した。